# الكولة (بني مطر)

تعديل مصدري - تعديل

الكولة هي إحدى قرى عزلة شهاب الأسفل بمديرية بني مطر التابعة لمحافظة صنعاء، بلغ تعداد سكانها 252 نسمة حسب تعداد اليمن لعام 2004.